# USM Bel-Abbès
El USM Bel-Abbès (en árabe: إتحاد رياضي مدينة بلعباس‎) es un equipo de fútbol de Argelia que milita en el Championnat National de Première Division, la máxima liga del fútbol argelino.

## Historia
Fue fundado en el año 1933 en la ciudad de Sidi Bel Abbès y han jugado en varias temporadas en el Championnat National de Première Division, el torneo de fútbol más importante del país. Nunca han sido campeones de liga, siendo su primer título importante la Copa de Argelia en 1990-91, venciendo en la final al JS Kabylie.
A nivel internacional han participado en 2 torneos continentales, el primero de ellos fue la Recopa Africana 1992, en la que fueron eliminados en la segunda ronda por el Africa Sports de Costa de Marfil.

## Palmarés
- Championnat National de Première Division 2: 2

1980, 1993
- Copa de Argelia: 2

1990/91 , 2017/18
- Supercopa de Argelia: 1

2018

## Participación en competiciones de la CAF
| Temporada | Torneo                       | Ronda      | Club          | Casa | Visita | Global |
| --------- | ---------------------------- | ---------- | ------------- | ---- | ------ | ------ |
| 1992      | Recopa Africana              | 1          | AS Mansa      | 5-0  | 0-2    | 5-2    |
| 1992      | Recopa Africana              | 2          | Africa Sports | 1-1  | 1-5    | 2-6    |
| 2018/19   | Copa Confederación de la CAF | Preliminar | LISCR         | 4-0  | 0-1    | 4-1    |
| 2018/19   | Copa Confederación de la CAF | 1          | Enugu Rangers | 0-0  | 0-2    | 0-2    |